# Zimna Woda (zalew)
Zimna Woda – sztuczny, retencyjny zbiornik wodny (zalew), położony w północno-zachodniej części Łukowa, na wschodnim krańcu kompleksu Lasów Łukowskich.

## Charakterystyka
Zalew Zimna Woda jest zasilany wodą przez Krznę Południową. Oprócz głównego zbiornika o powierzchni 15,92 ha, istnieje też mniejszy o pow. 2,09 ha, oddzielony groblą. Maksymalna długość głównego zbiornika to 785 m, maksymalna szerokość – 340 m; obwód wynosi 2,0 km. Lustro wody znajduje się na wysokości 162,2 m n.p.m. Maksymalna głębokość to ok. 3 m. Północna część zbiornika wyposażona jest w 4-słupowy wyciąg linowy do sportów wodnych takich jak wakeboarding czy narciarstwo wodne.

## Historia
Zalew został oddany do użytku w 1975. Od 2016 r. kompleks rekreacyjno-wypoczynkowy „Zimna Woda” jest administrowany przez Ośrodek Sportu i Rekreacji w Łukowie. W latach 2017–2018 zbiornik i jego otoczenie przeszły pierwszy etap rewitalizacji. Objął m.in. oczyszczenie i pogłębienie zbiornika, budowę fundamentów pod wyciąg nart wodnych, budowę ścieżki rowerowej wokół zalewu, wykonanie plaży i dwóch pomostów dla wędkarzy oraz dwóch fontann natleniających wodę. Od października 2019 do końca maja 2021 trwał kolejny etap prac budowlanych przy zalewie. 26 czerwca 2021 roku otwarto zmodernizowany kompleks rekreacyjny.

## Infrastruktura
Na terenie obiektu są do darmowej dyspozycji: 3 boiska do siatkówki plażowej, 2 stoły do tenisa stołowego, boisko do badmintona, boisko do gry w bule, boisko do gry w piłkę nożną, boisko do koszykówki, stoły do szachów, przebieralnie, pomosty spacerowe z trybuną widokową, kąpielisko strzeżone, przebieralnie, wiaty do grillowania, siłownie zewnętrzne, plac zabaw, toalety publiczne, prysznice zewnętrzne, wiaty przystankowe. W sezonie funkcjonuje również darmowa linia autobusowa pomiędzy Łukowem a zbiornikiem Zimna Woda. Modernizacja obiektu objęła również utworzenie płatnego wyciągu linowego do wakeboardu i nart wodnych, wraz z wypożyczalnią sprzętu.  
Dla potrzeb obywateli została utworzona strona internetowa, na której można uzyskać wszelkie informacje co do funkcjonowania obiektu, oraz cennik wyciągu linowego, kajaków oraz rowerów wodnych czy kalendarz wydarzeń.   

## Galeria

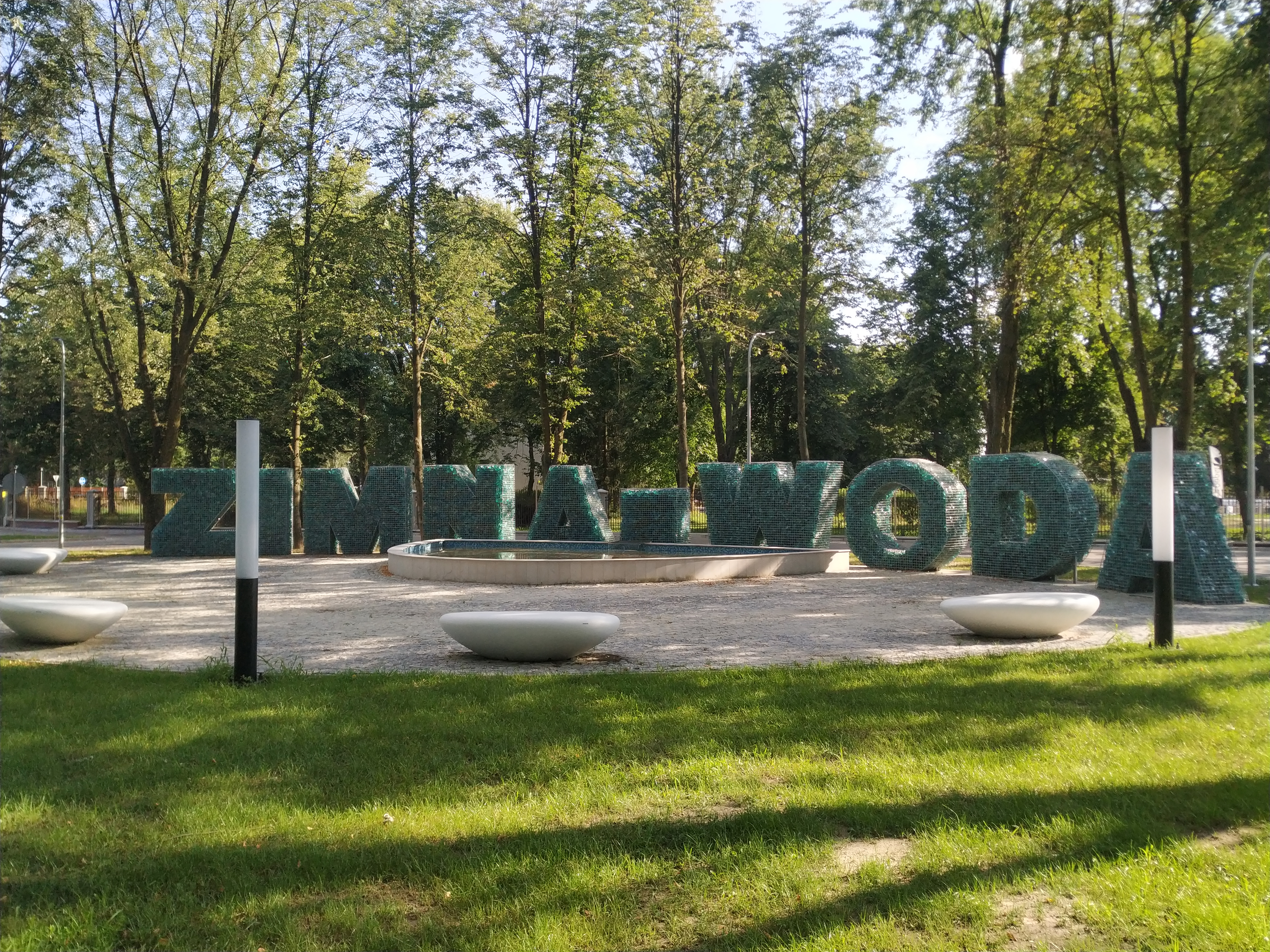
Napis przy wjeździe na teren kompleksu rekreacyjnego
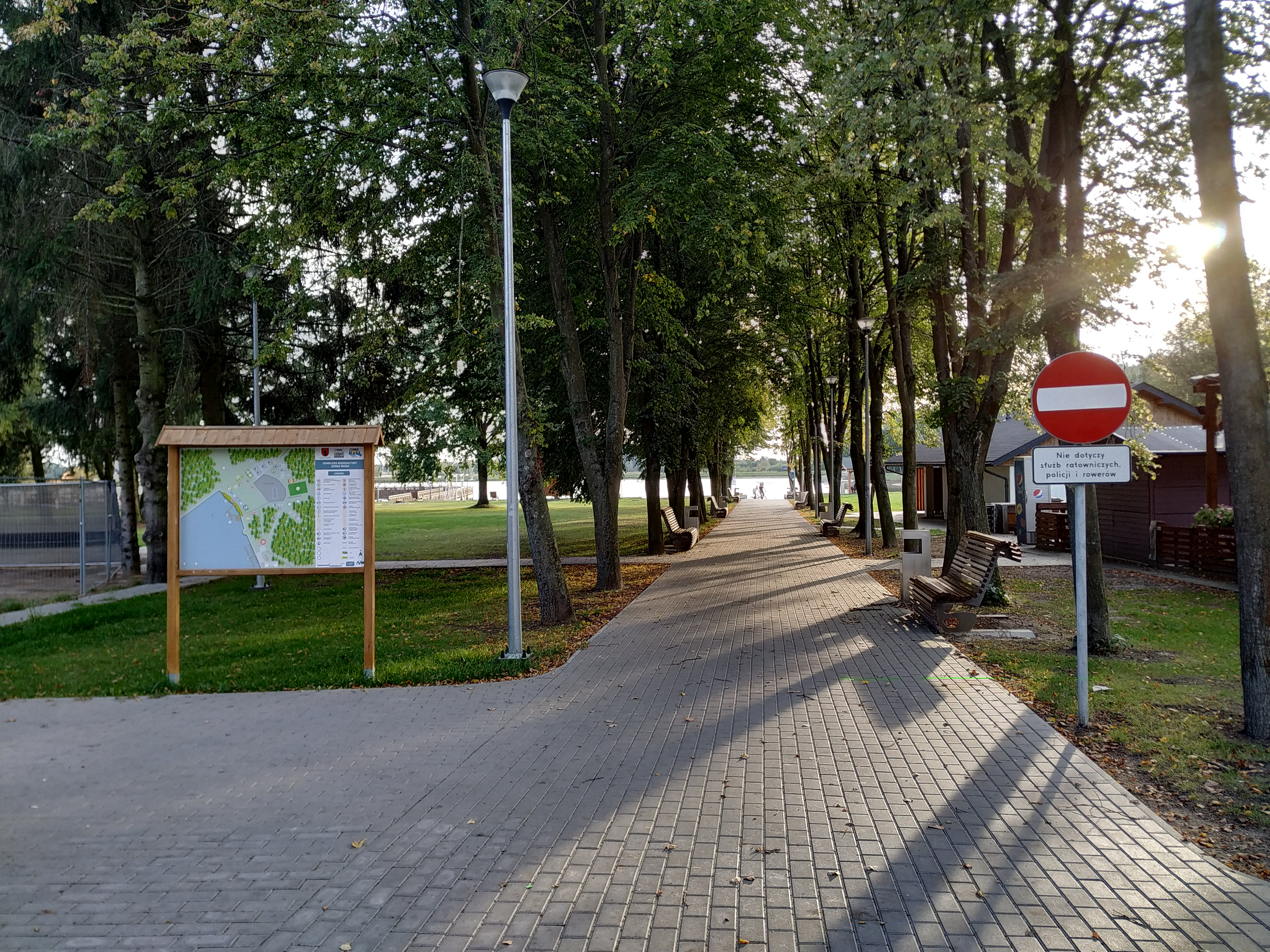
Aleja prowadząca nad zalew
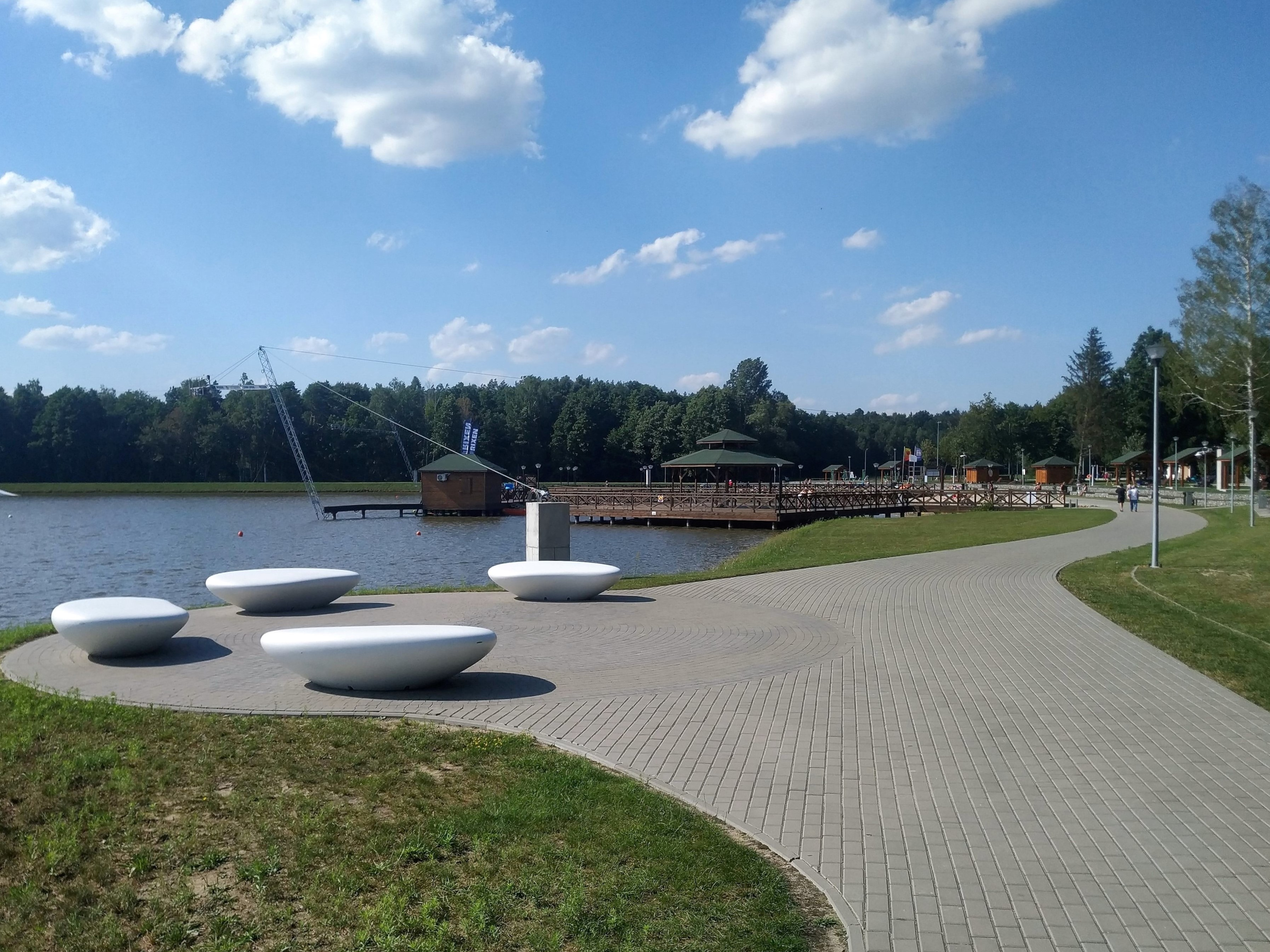
Promenada w okolicach molo
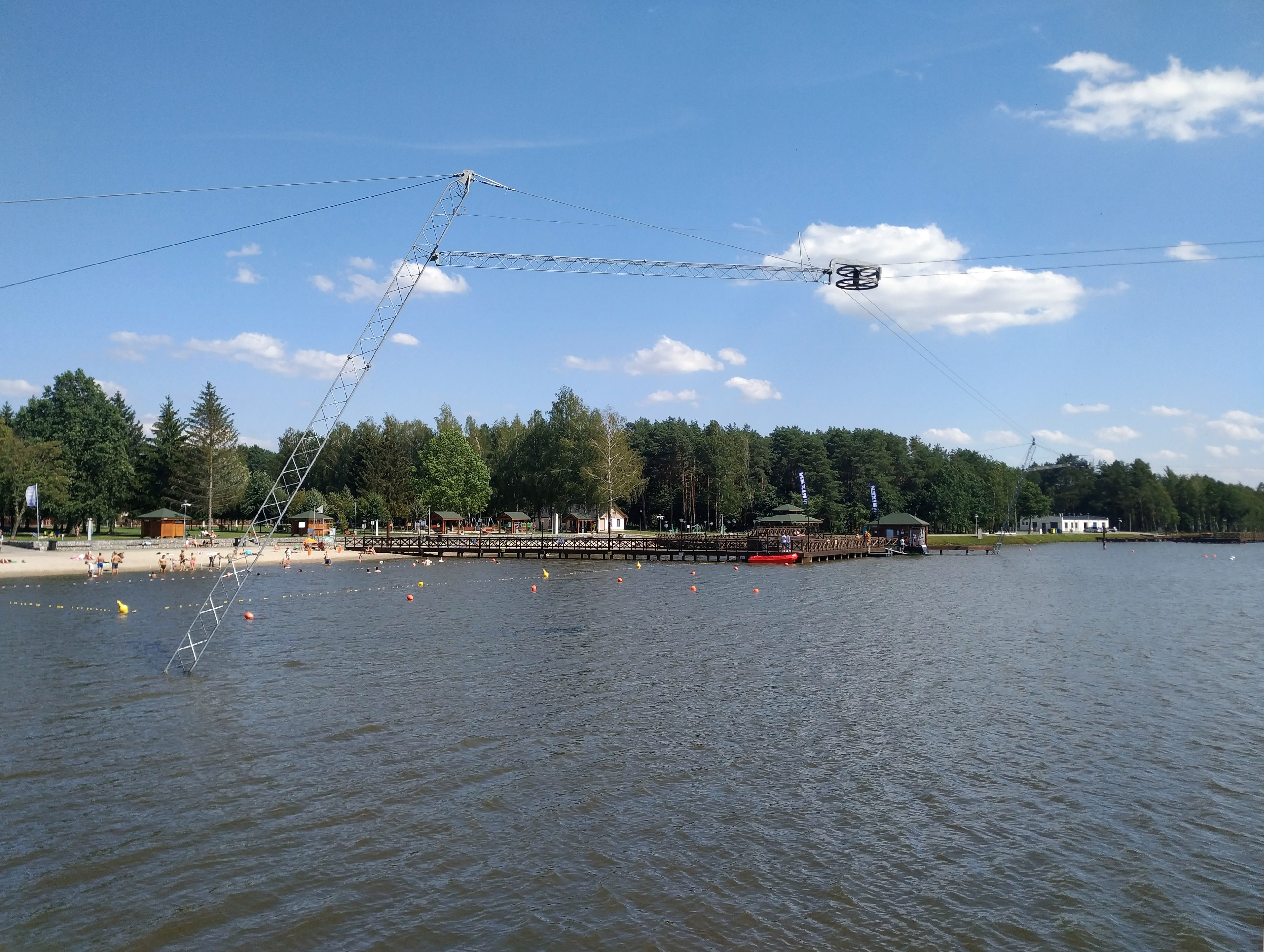
Widok na kąpielisko i molo
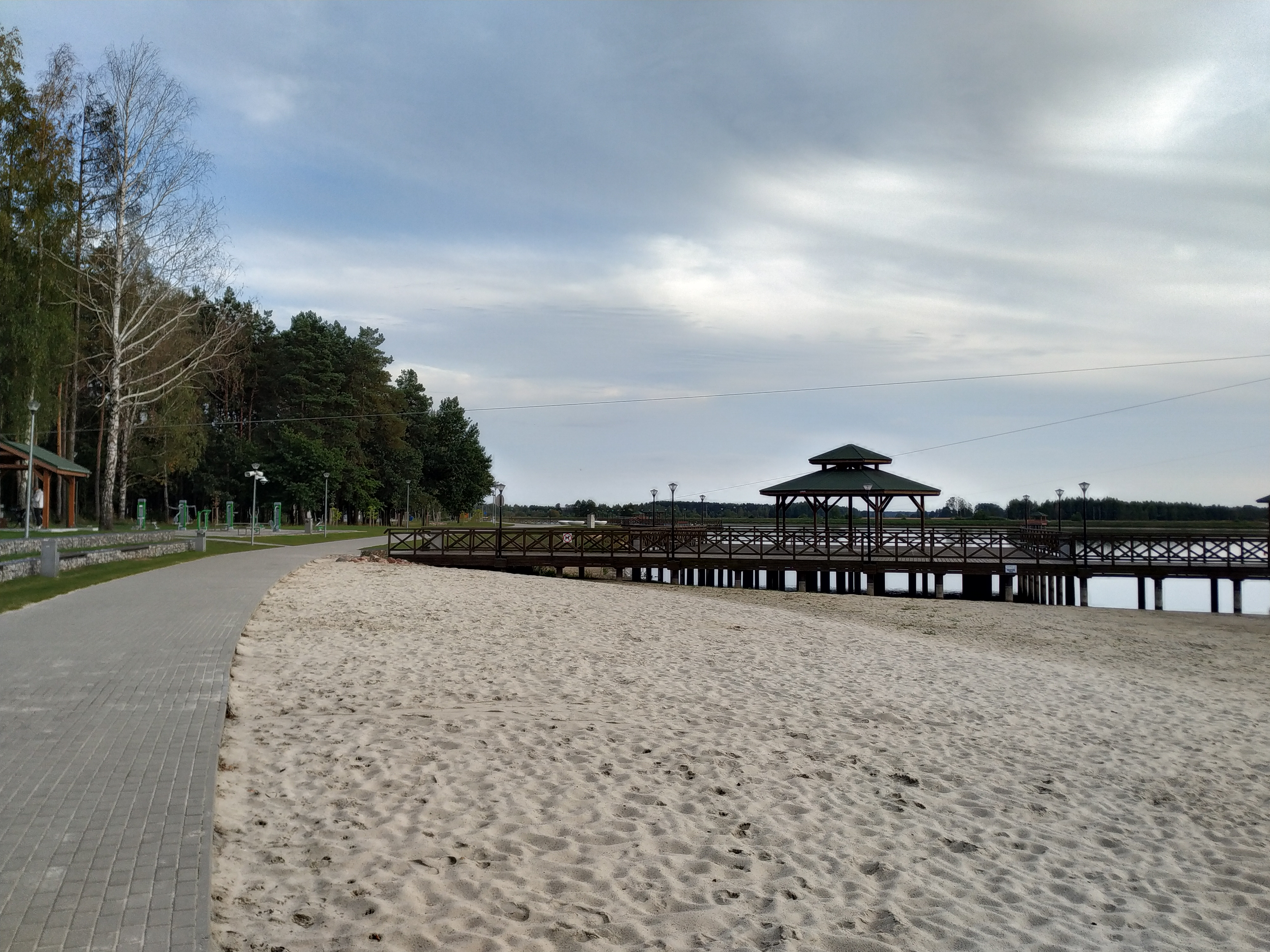
Molo i plaża
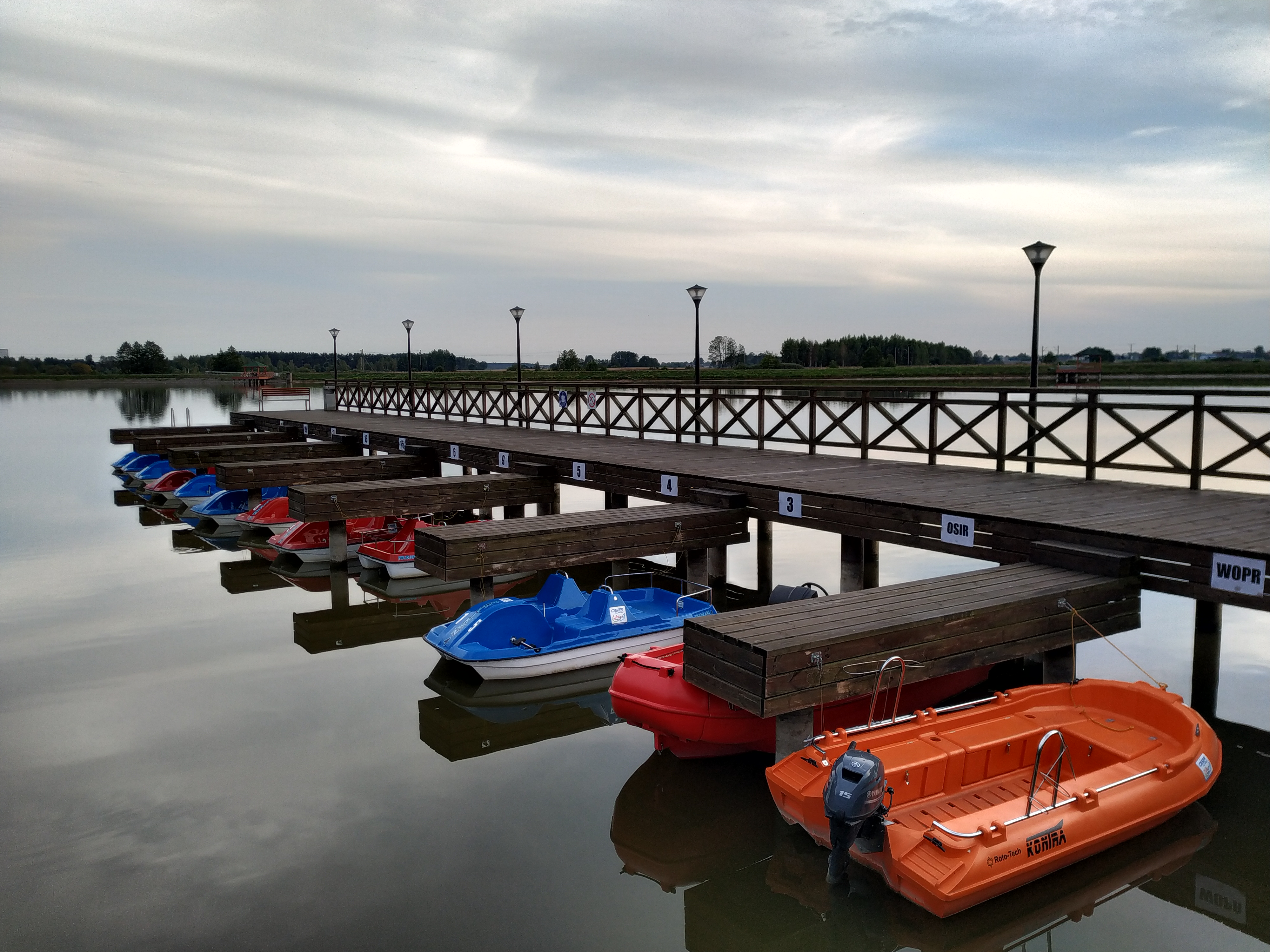
Przystań dla sprzętu wodnego
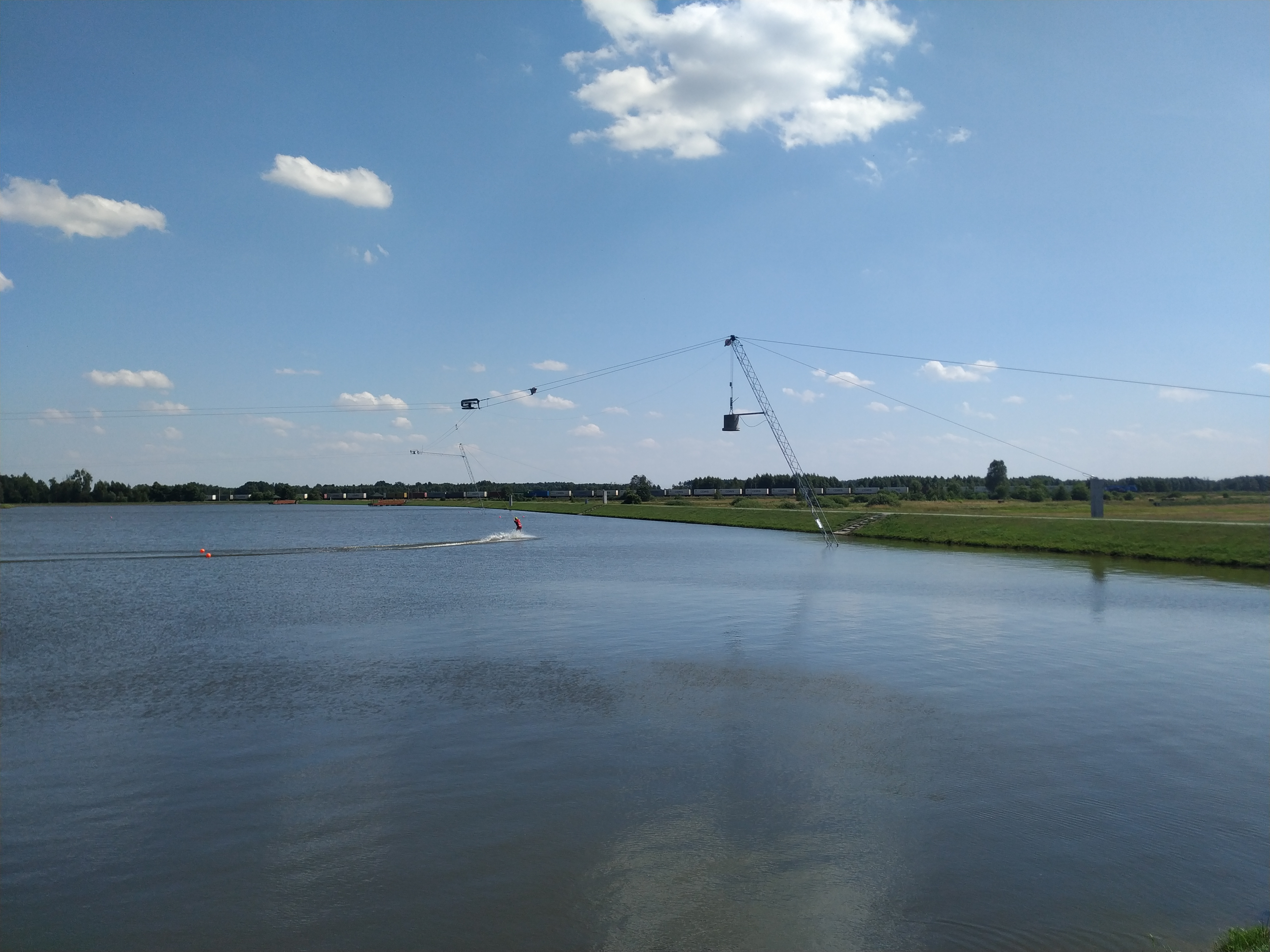
Wyciąg do sportów wodnych
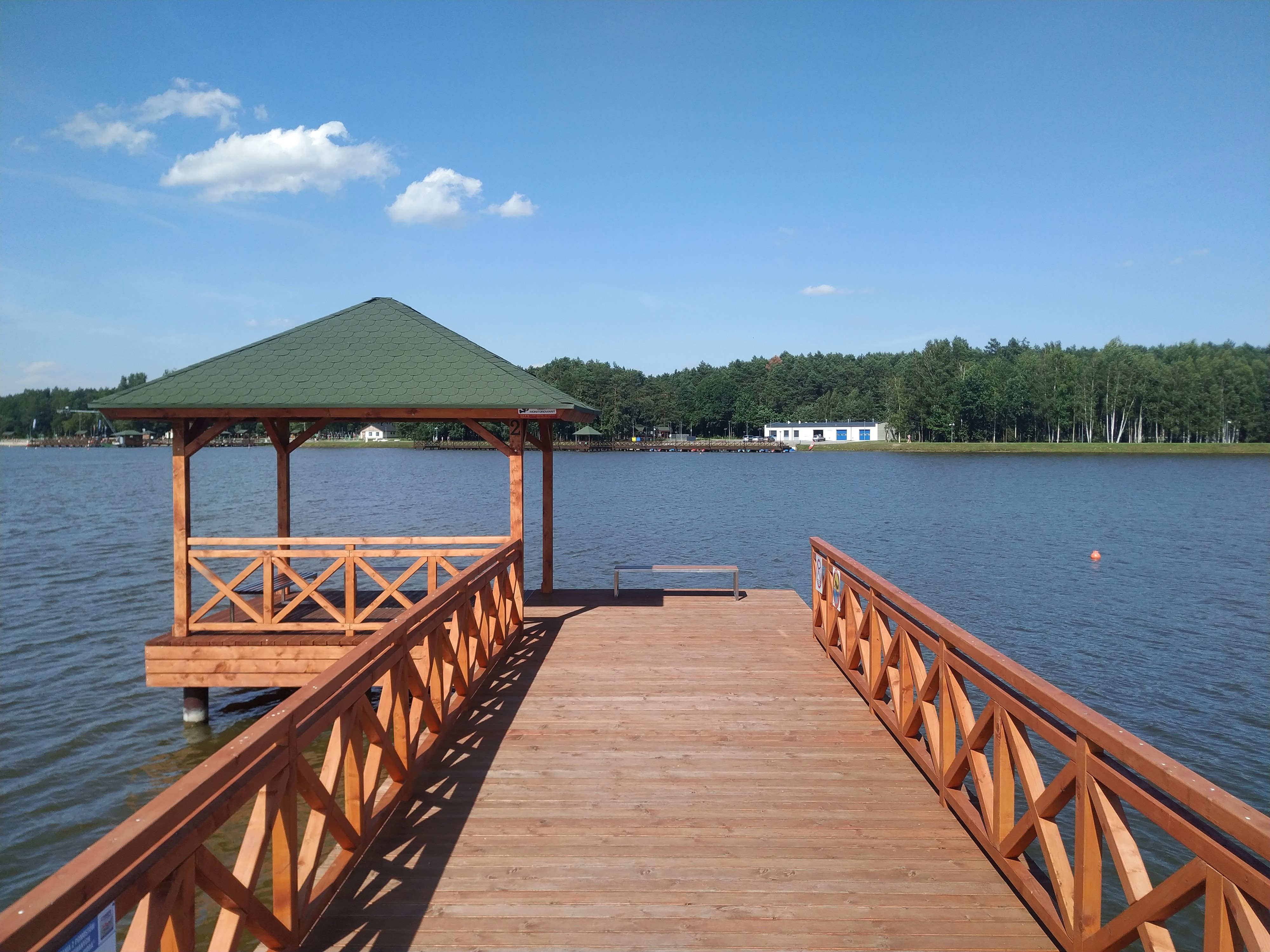
Pomost dla wędkarzy